# Fastnet Rock
Fastnet Rock (Iers: Carraig Aonair: Eenzame Rots) is een klein onbewoond rotseiland in de Atlantische Oceaan, dat het zuidelijkste punt van Ierland vormt. Het eiland ligt 11,3 km ten zuiden van de Ierse kust. Het eilandje bestaat uit leisteen dooraderd met kwarts. Gescheiden door een spleet in de rots bevindt zich direct naast Fastnet Rock nog het veel kleinere Little Fastnet. 
Op het eiland bevindt zich een vuurtoren. 
Naar het rotseiland is de Fastnet zeilwedstrijd genoemd.